# کودرینو (استان آرخانگلسک)
کودرینو (به لاتین: Kudrino) یک منطقهٔ مسکونی در روسیه است که در استان آرخانگلسک واقع شده‌است.